# ʼN
La n con apóstrofo (mayúscula: ʼN minúscula: ʼn) es un dígrafo del alfabeto latino usado en afrikáans que consta de un apóstrofo seguido de la letra n. También se ha utilizado el carácter como si fuera un solo carácter en lugar de dos ŉ, definido en ISO/CEI 6937 , y se encuentra en algunas teclas de máquinas de escribir en Sudáfrica.

## Uso
ʼn es un artículo indefinido en afrikáans. Se pronuncia /ə/ , es decir, como una schwa. No se escribe con mayúscula al comienzo de una oración. Es la siguiente palabra que está en mayúscula en este caso.

## Codificación
La n con apóstrofo se puede representar con los siguientes caracteres Unicode (latín básico , latín extendido A , letras modificadoras de sabiduría):
| forma     | representación | puntos de código | descripción                            |
| --------- | -------------- | ---------------- | -------------------------------------- |
| Mayúscula | ʼN             | U+02BC U+004E    | letra latina n con apóstrofo mayúscula |
| Minúscula | ʼn             | U+02BC U+006E    | letra latina n con apóstrofo minúscula |

Hay otro código el cual es (U+0149) pero está actualmente en desuso.